# Kaufmann für Spedition und Logistikdienstleistung
Kaufmann/-frau für Spedition und Logistikdienstleistung ist ein vom deutschen Bundesministerium für Wirtschaft und Technologie (BMWI) anerkannter Ausbildungsberuf. Am 1. August 2004 wurde die Berufsbezeichnung Speditionskaufmann/-frau durch die Bezeichnung Kaufmann/-frau für Spedition und Logistikdienstleistung ersetzt, um die Entwicklungen in der Logistikbranche aufzugreifen. In Österreich gibt es für den Bereich zwei getrennte Lehrberufe, die offiziellen Bezeichnungen lauten Speditionskaufmann/Speditionskauffrau und Speditionslogistiker.
Kaufleute für Spedition und Logistikdienstleistung sind die Architekten des Transportwesens. Sie organisieren den Versand, den Umschlag sowie die Lagerung von Gütern und verkaufen Verkehrs- sowie logistische Dienstleistungen, egal mit welchem Verkehrsmittel (Lastkraftwagen, Flugzeug, Schiff, Bahn oder kombinierter Verkehr).
Kaufleute für Spedition und Logistikdienstleistung werden vor allem von Speditionen und Unternehmen im Bereich Umschlag und Lagerwirtschaft beschäftigt. Außerdem arbeiten sie in Unternehmen, die in der Güterbeförderung im Straßen- oder Eisenbahnverkehr oder in der Binnen- beziehungsweise Seeschifffahrt aktiv sind, sowie bei Frachtfluggesellschaften, auch bekannt als Cargo-Carrier oder Paket- und Kurierdiensten.

## Aufgaben
Zu den Aufgabengebieten gehören die klassischen speditionellen Tätigkeiten der Beratung und Organisation der Transport-, Umschlags- und Lagerprozesse (TUL-Prozess) unter Berücksichtigung der wirtschaftlichen, terminlichen und organisatorischen Aspekte. Ergänzt wurden im neuen Berufsbild die prozessorientierte Sichtweise (Geschäftsprozessorientierung) sowie die zusätzlichen Schwerpunkte Gefahrgut und Logistik.
Kaufleute für Spedition und Logistikdienstleistung
- planen und organisieren den Güterversand, den Umschlag und die Lagerung und weitere logistische Leistungen unter Beachtung einschlägiger Rechtsvorschriften und der Belange des Umweltschutzes,
- steuern und überwachen das Zusammenwirken der an Logistikketten beteiligten Personen und Einrichtungen,
- nutzen Möglichkeiten der Zusammenfassung von Sendungen zu größeren Ladeeinheiten,
- besorgen den Versicherungsschutz,
- berücksichtigen Zoll- und außenwirtschaftliche Bestimmungen,
- sorgen für die Einhaltung aller Versandbestimmungen und Frachtpapiere gemäß internationaler Akkreditiv-Vorschriften
- nutzen Informations- und Kommunikationstechnologien,
- beschaffen Informationen und stellen sie zur Verfügung,
- korrespondieren und kommunizieren mit ausländischen Geschäftspartnern und Kunden in englischer Sprache und bearbeiten englischsprachige Dokumente,
- ermitteln Kundenwünsche, beraten und betreuen Kunden,
- ermitteln und bewerten Leistungsangebote auf dem Transport- und Logistikmarkt,
- kalkulieren Preise,
- erarbeiten Angebote und bereiten Verträge vor,
- bearbeiten Kundenreklamationen und Schadenmeldungen und veranlassen Schadenregulierungen,
- führen Zahlungsvorgänge und Vorgänge des Mahnwesens durch,
- wirken bei der Ermittlung von Kosten und Erträgen sowie der kaufmännischen Steuerung mit,
- beobachten den Markt und wirken an der Weiterentwicklung des Leistungsangebots ihres Unternehmens mit, wirken beim Aufbau von Netzwerken zur Zusammenfassung, Beförderung und Auslieferung von Ladungen mit,
- arbeiten bei der Entwicklung von Logistikkonzepten mit.
- entwickeln neue Transportrouten
- Weiterbildung

## Ausbildung

### Deutschland
Die in der Regel dreijährige duale Ausbildung wird in Industrie und Handel angeboten und ist ein nach dem Berufsbildungsgesetz (BBiG) anerkannter Beruf. Eine bestimmte Schulbildung ist laut Gesetz nicht vorgeschrieben.
Seit Inkrafttreten der Verordnung über die Berufsausbildung zum Kaufmann/zur Kauffrau für Spedition und Logistikdienstleistung wird besonderer Wert auf moderne speditionelle und logistische Dienstleistungen sowie auf Informationstechnik, Sicherheit im Güterverkehr und die englische Sprache gelegt.

### Österreich
Speditionskaufmann und Speditionslogistiker sind in Österreich zwei eng verwandte aber getrennte Lehr-Ausbildungen. Die Ausbildungsinhalte decken sich mit den oben beschriebenen Aufgaben und Tätigkeiten. Der Ausbildungsschwerpunkt liegt beim Speditionskaufmann mehr auf dem verwaltungstechnischen und kaufmännischen Bereich (wie Kostenrechnung, Angebote, Zollpapiere). Speditionslogistiker werden gezielter für Logistikmanagement, Lagerbewirtschaftung, Kalkulation und Kundenberatung ausgebildet.
Lehrlinge beider Berufe absolvieren in Österreich eine dreijährige duale Ausbildung und legen am Ende die Lehrabschlussprüfung ab. Verwandte Lehrberufe mit ähnlichen Aufgabengebieten können mit verkürzter Lehrzeit absolviert werden.
Mit einer nachfolgenden Befähigungsprüfung können Speditionskaufleute und -logistiker selbständig im Bereich des reglementierten Gewerbes der Spediteure und der Transportagenten tätig werden.

## Weitere Informationen
Deutschland:
- Kaufmann/-frau für Spedition und Logistikdienstleistung Ausbildungsprofil, -plan, -rahmenplan, -ordnung (Text veraltet) bei der IHK Köln
- Kaufmann/-frau – Spedition und Logistikdienstleistung im Berufenet der Bundesagentur für Arbeit
- Videoclip ARD alpha Bildungskanal (15 Min.) Kaufmann Spedition und Logistikdienstleistung, Architekten des Transportwesens

Österreich:
- Lehrlingsinfos Speditionskaufmann/frau der Wirtschaftskammer Österreich
- Aus- und Weiterbildungsinfos für Speditionskaufmänner des Instituts für Bildungsforschung der Wirtschaft: BerufsInformationsComputer (BIC)
- Aus- und Weiterbildungsinfos für Speditionslogistiker des Instituts für Bildungsforschung der Wirtschaft: BerufsInformationsComputer (BIC)